# ФК ЖАК Суботица
ЖАК је био фудбалски клуб из Суботице. Пуно име клуба је било "Железничаркси атлетски клуб Суботица"
Највећи клупски успех је пасман у најјачи ранг такмичења у Југославији у сезони 1935/36. када је испао у осмини финала од осјечке Славије. Сезону пре те је играо квалификације за државно првенство када је испао од новосадске Војводине.
У сезонама 1939/40. и 1940/41. играо је у Српској лиги, 1940./41. је освојио пето место.

## Познати играчи
- Јован Белеслин
- Милош Белеслин
- Михаљ Кечкеш
- Тихомир Огњанов